# Кулики (Благовіщенський район)
Кулики́ (рос. Кулики, башк. Кулики) — присілок у складі Благовіщенського району Башкортостану, Росія. Входить до складу Волковської сільської ради.
Населення — 34 особи (2010; 26 в 2002).
Національний склад:
- росіяни — 100 %